# Karolina Gajewska
Karolina Gajewska (ur. 31 lipca 1972 w Działdowie) – polska katechetka i polityk, posłanka na Sejm V kadencji.
Ukończyła studia w Papieskiej Akademii Teologicznej w Krakowie. Pracowała jako katechetka w Lidzbarku. W 2005 z listy Prawa i Sprawiedliwości uzyskała mandat posła w okręgu elbląskim. W wyborach parlamentarnych w 2007 bez powodzenia ubiegała się o reelekcję. Powróciła następnie do pracy w szkole.